# Реї (рід)

Варіант гербу Окша

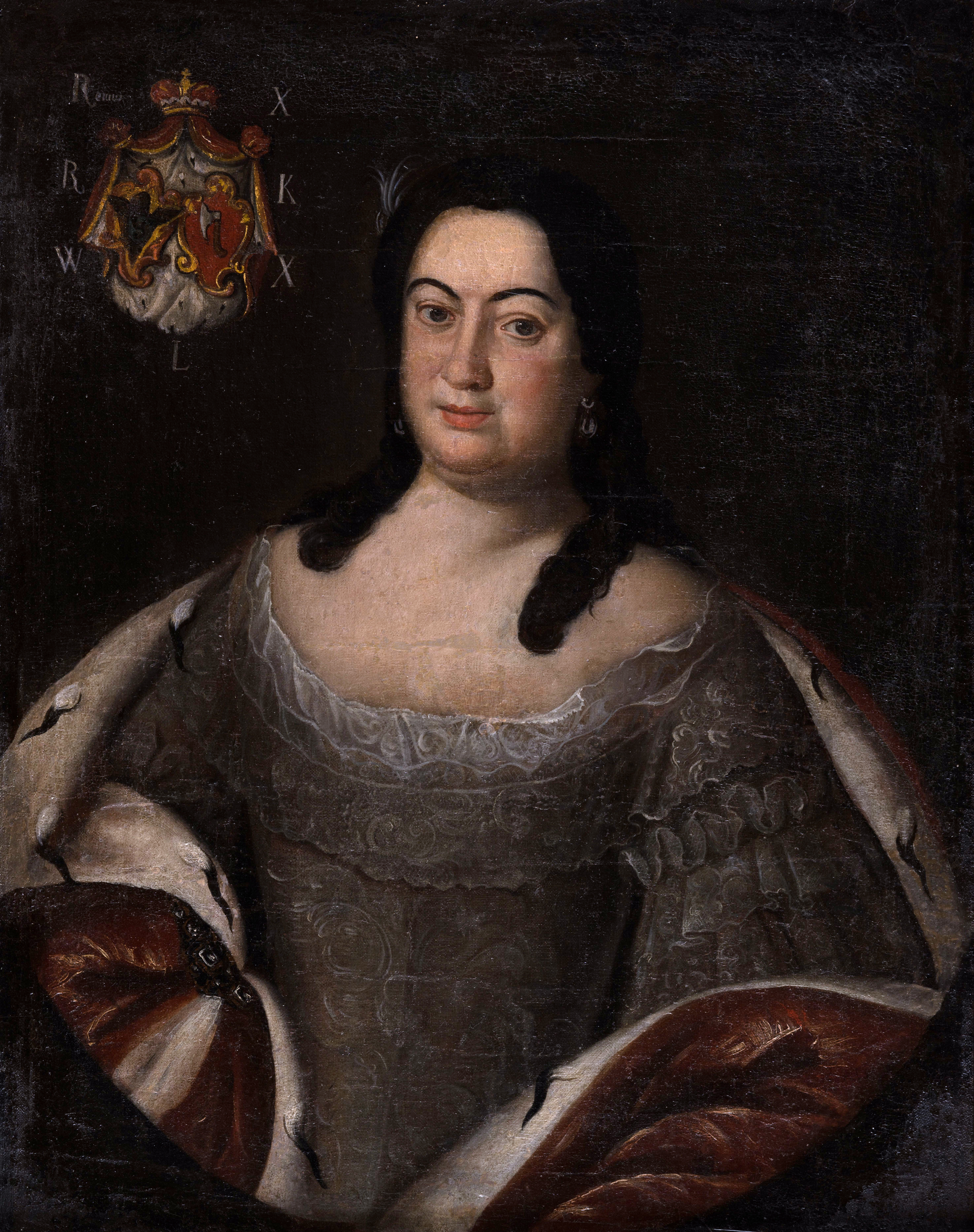
Софія Радзивіл (Рей)

Реї гербу Окша — шляхетський рід на Русі-Україні та у Великопольщі та  Королівства Польського, Речі Посполитої.

## Представники
- Бокса з Шумська — староста хенцінський, ловчий сандомирський і краківський
  - Ян з Шумська — суддя земський Сандомирський у 1434р[1], ловчий краківський, чоловік Пракседи (Прахни) з Тенчина[2]. Ян Рей згаданий з-поміж учасників Грюнвальдської битви, як сміливий воїн, але невідомо чи цей Ян та суддя земський-одна й та сама людина[1]

- Миколай
- Анна
- Ян (1444—1480) — канонік колегіати святого Юрія на Вавелі
- Якуб
  - Миколай
  - Анджей

- Станіслав — внук судді земського Яна, зять львівського підкоморія Петра Гербурта (з Фульштина, батько другої дружини Станіслава Барбари Гербурт)
  - Миколай (Mikołaj Rey) (1505-1569)— відомий письменник, теолог,засновник містечка Окша, с.Рейовець, отримав від Сігізмунда Августа с.Dziewiąciele  Попковичи та Скорчиці у Люблинському воєводстві[1]; дружина — Зофія Коснувна
    - Миколай — ротмістр, дружина — Дорота Глібович, дочка віленського воєводи Івана Глібовича
      - Анджей, (пом.23 січня 1643)-канонік краковський, відомий благодійністю та побожним життям
      - Кшиштоф

    - Кшиштоф — стольник люблінський, кальвініст, дружини — Катерина Дрогойовська, Дорота Русецька
      - Марек — староста ужендувський, мав  чотирьох доньок та сина, який помер бездітним.
      - Адам
      - Станіслав, секретар королівський, назначений 1611 до перевірки королівських дібр, потім стольник люблинський
      - Анджей (Jędrzei)  (бл. 1584—) — староста лібуський (Lubuski), був послом до сейму, підписував мирний договір з Московією у 1638р., мав за дружину Латалську (Latalska)
        - Владислав — люблінський (lubelski) воєвода, маршалок королівський, староста солотвинський, дружина Теофіля Горайська, з якою дітей не мав.
        - Катажина — дружина Рафала Лещинського, Рафала Бучацького-Творовського
        - ? дружина Карвицького
        - Миколай — староста лібуський, дружина Бояновська, діти:[1]
          - Софія, дружина МатеяТвардовського, гербу Ogonczyk
          - Карол, підстолій Хелмський, суддя городський Красноставський
            - Станіслав, помер молодим у 1716р.
            - Софія, дружина каштеляна Волинського, Яна Пепловського

          - Ян староста лібуський, дружина Bramowna
            - Ян, староста лібуський, дружина Стадницька (див.нижче)

      - Ельжбета Гелена — дружина мозирського маршалка Йосифа Лозки, Пйотра Кучборського

    - Анджей (1549-†1601) — каптуровий краківський 1587, кальвініст, дідич Наґловиць, Сьленчина та Окші, дружина — Катажина Дембінська, гербу Равич, діти:
      - Мартин (пом.1635) - кальвініст, дідич Наґловиць, Сленчина, Окші, Коссова, Рейовців та ін.перша дружина — Уршуля Уєйська
        - Анджей Рей, або Анджей із Шумська (пом.1664)- кальвініст, малогоський староста, правнук письменника Миколая Рея[3] дружина — Теофіля Морштин, син:
          - Богуслав — мечник холмський, другий тесть київського каштеляна Юзефа Станіслава Потоцького[4], праправнук письменника Миколая Рея
            - Елеонора — донька Богуслава, друга дружина Юзефа Станіслава Потоцького[5]

      - Кристина
      - Єва

    - Анна — дружина холмського ловчого Мацея Угровецького
    - Дорота — дружина Юрія Чаплича з Гориня
    - Богуміла — дружина Вавжинця Пйотровського із Загриня
    - Ельжбета
    - Барбара
- Пйотр, дідич Нагловичів, помер бездітним

- Стоґнєв із Шумська, [6] державець Ровського (Барського) замку

- Ян з Шумська[7] — канонік краківський
- Кшиштоф — брат попереднього

- Анна з Реїв — друга дружина теребовельського войського Миколая Дідушицького (†1549)[8]
- Дорота Ходкевич — третя дружина Єроніма Ходкевича (?—1617, Крем'янець)[9]
- Зузанна з Наґловіц (†після 1646) — друга дружина каштеляна Миколая «Старшого» Оссолінського[10]

- Домінік (1802—1846) — член Галицького станового сейму, дружина — Кароліна Анквіч
  - Мечислав — граф, польський галицький громадський діяч, підприємець, фундатор, перший відомий власник броварні в Микулинцях

- Станіслав — власник маєтку в Псарах[джерело?]

- Ян — староста лібуський, перша дружина Катажина Стадніцька (каштелянка белзька), друга — Зофія Рей (з молодшої гілки роду)
  - Юзеф Тадеуш (?—1777) — схоластик краківський, зведений брат Яна Міхала
  - Ян Міхал — завихостський каштелян, син Зофії